# Харман, Кэти
Кэ́ти Мари Ха́рман-Э́бнер (англ. Katie Marie Harman-Ebner; 18 августа 1980, Грешем, Орегон, США) — американская фотомодель и театральная актриса

.

## Биография
Родилась 18 августа 1980 года в Грешеме (штат Орегон, США) в семье Глена и Дарлы Харман. Училась в Университете Пьюджет-Саунда, затем перевелась в Университет штата Орегон в Портленде, который окончила со степенью бакалавра.
С 16 июня 2003 года замужем за пилотом Тимом Эбнером. У супругов есть двое детей — сын Тайлер Глен Эбнер (род.02.04.2005) и дочь (род.2009).

## Карьера
Кэти — фотомодель и театральная актриса.
Харман наиболее известна как обладательница титула «Мисс Америка 2002».